# Любашевский, Леонид Соломонович
Леонид Соломонович Любаше́вский (1893—1975) — советский актёр, драматург и сценарист. Заслуженный артист РСФСР (1939). Лауреат Сталинской премии второй степени (1941).

## Биография
Л. С. Любашевский родился 26 декабря 1892 года (7 января 1893) в Вышнем Волочке (Тверской области).
В 1915 году окончил драматические курсы Я. Загарова в Петрограде и в 1919 году был принят в качестве актера в труппу Архангельского театра. В 1923—1924 годах — служил актёром театров «Кривое зеркало» и «Молодого театра», с 1925 года — работал в Ленинградском ТЮЗе. С 1936 года играет на сцене Нового театра юных зрителей до самого его закрытия. В 1945 году перешел в Ленинградский драматический театр им. В. Комиссаржевской.
В 1930-1950-е годы снимался во многих фильмах. Известен исполнением в историко-революционных фильмах роли Я. М. Свердлова.
С 1920-х годов писал пьесы в основном для юношеского театра под творческими псевдонимами Д. Дэль и Даниил Дэль. Автор 11 пьес («Музыкантская команда», 1935; «Третья верста», 1937; «У Лукоморья», 1939; «Большевик», 1940 и др.).
Умер 1 марта 1975 года. Похоронен в Санкт-Петербурге на Северном кладбище.

## Фильмография

### Актёр
- 1932 — Горизонт — контрабандист
- 1934 — Юность Максима
- 1935 — Граница
- 1938 — Выборгская сторона — Я. М. Свердлов
- 1939 — Ленин в 1918 году — Я. М. Свердлов
- 1940 — Яков Свердлов — Я. М. Свердлов
- 1953 — Вихри враждебные — Я. М. Свердлов
- 1957 — Балтийская слава — Я. М. Свердлов
- 1958 — Андрейка — Я. М. Свердлов
- 1958 — В дни Октября — Я. М. Свердлов
- 1958 — День первый — Я. М. Свердлов
- 1964 — Возвращенная музыка — Горелик
- 1970 — Мой добрый папа — учитель Павел Павлович

### Сценарист
- 1932 — Встречный
- 1936 — Депутат Балтики
- 1955 — Таланты и поклонники
- 1965 — Музыканты одного полка
- 1968 — Снегурочка
- 1968 — Гроза над Белой
- 1970 — Ференц Лист. Грезы любви

## Награды и премии
- Заслуженный артист РСФСР (11.03.1939)[2]
- Сталинская премия второй степени (1941) — за исполнение главной роли в фильме «Яков Свердлов» (1940)
- Орден Трудового Красного Знамени (01.02.1939) — за исполнение роли Я. М. Свердлова в фильме «Выборгская сторона» (1938)[3]
- Орден Трудового Красного Знамени (1946)
- Орден Трудового Красного Знамени (21.06.1957) — в ознаменование 250-летия города Ленинграда и отмечая заслуги трудящихся города в развитии промышленности, науки и культуры[4]